# ごくせん THE MOVIE
『ごくせん THE MOVIE』（ごくせん ザ・ムービー）は、2009年7月11日に公開された日本映画。
漫画『ごくせん』を原作としたテレビドラマ『ごくせん』の劇場版でありドラマ第3シリーズの事実上の最終回でもある。7年間にも及ぶシリーズの集大成にして完結編である。

## 概要
日本テレビ系のテレビドラマ『ごくせん』の映画化作品。2009年3月28日にドラマ版最後のスペシャル「ごくせん卒業スペシャル'09」が放送され、映画では赤銅学院高校3年D組の生徒が卒業した後、2年生から3年へと進級した生徒との一大騒動に巻き込まれる姿が描かれ、映画をもってごくせんシリーズは完結する。
全国409スクリーンで封切られ、公開2日間で40万2440人を動員。週末興行成績ランキングで1位を記録し、配給元の東宝は興行収入目標を40億円と発表した。最終興行収入は34.8億円。
2011年3月18日に『金曜ロードショー』枠で地上波初放送を行った。

## ストーリー
任侠集団「大江戸一家」を実家に持つ山口久美子が高校教師となって7年目。久美子が赴任する赤銅学院では3年D組の生徒たちとの溝が中々埋まらない中、久美子の黒銀学院時代の教え子、小田切竜（以下竜）が教育実習生として赤銅学院に赴任した。
竜が自身に憧れ教師となったと思い込む久美子をよそに、竜自身もまた自分の将来に悩みを抱えていた。そんな中、3-Dの望月たちが不良グループに絡まれ、カツアゲされそうになる。そこにリーダー格の高杉怜太が現れ不良たちを倒したが、その不良たちは何度も警察沙汰を起こしている暴走族「ブラックスカル」のメンバーだったことから高杉たちは「ブラックスカル」に目をつけられてしまう。
一方、赤銅学院の卒業生にも重大な事件が発生、風間廉が覚醒剤の取引に関わったとして警察に追われる身となり、行方を暗ましてしまう。それを知った久美子は、廉の潔白を信じ、緒方大和ら元3-Dの仲間たちと共に廉を捜索することに。そして事件の裏には強大な黒幕が潜んでいた。

## キャスト

### 主要人物
山口久美子〈29〉
演 - 仲間由紀恵
本作の主人公。愛称は「ヤンクミ」。現在赤銅学院高校数学教師で3年D組担任。これまでに白金学院から黒銀学院、赤銅学院の不良生徒たちを更生させ、立派に卒業させていった。
本作では現在の教え子である高杉怜太たちやかつての教え子だった風間廉たちが巻き込まれたトラブルを解決すべく奔走する。
本作ではまず序盤で海外旅行へ行った帰りの飛行機内でハイジャック事件に巻き込まれた際にハイジャック事件の犯人と戦ってその事件を解決させ、そして中盤では黒瀬健太郎の覚醒剤密売事件を解決させようとしてその黒瀬たちと戦い、それらの事件でテレビのニュースに出たり新聞に載ったりはしたが、幸いにもかつて白金学院に勤務していた時のように自身の素性が世間にバレることは一切無かった（もし自身の素性が世間にバレたら自身はその時点でクビになり、そして自身の素性を知っていながら自身を昨年赤銅に呼んだ猿渡も同時にクビになる所だった）。
小田切竜〈22〉
演 - 亀梨和也
久美子がかつて黒銀学院で担任していた生徒。本作では教育実習生として赤銅学院に赴任し、高校時代に世話になった久美子や猿渡、馬場とも偶然再会した（終盤で母校の黒銀ではなく、自ら赤銅を志願したことが判明する）。最初は「ただ教職課程を専攻しているから」という理由で教育実習生になったことを明かし、自分の将来に悩んでいたが、変わらぬ久美子の熱意に感心し、高杉や風間が巻き込まれたトラブルの解決に協力していく。また、そのうちに教師という仕事を本気で志すようになる。
本来は母校の黒銀学院で教育実習をする予定だったが、赤銅学院で教育実習がしたいと自ら志願して赤銅で教育実習をすることとなり、そのため赤銅に教育実習生として赴任した。
中学時代から高校時代は不良であり、何度も暴力沙汰を起こして問題児扱いされていたが、高校3年生の時に久美子との出会いを機に更生して高校を無事卒業し、それから教職への道を志すようになった。
久美子の素性も以前から知っており、彼女の素性を初めて知ったのは彼女に世話になっていた高校3年生の時に起きたある出来事がきっかけである。
矢吹隼人（映画には未登場）、土屋光、武田啓太、日向浩介とは高校時代の同級生の元不良仲間であり、特に矢吹隼人、武田啓太とは小学校時代からの幼馴染で、高校時代まで一緒に不良をやっていた。

### 赤銅学院高校3年D組
映画本編にて久美子が担任するクラス。久美子が昨年赤銅学院に赴任してから最初に担任した生徒たちの1学年下の後輩たちである。問題ばかり起こす生徒たちを集めたクラスであり、特にトップの高杉のみ2年生の2学期に不良生徒が多くて有名な荒高から転校してきた生徒である。久美子がこれまでに担任してきた生徒たちとは違ってなかなかすぐには彼女に心を開いていなかったが、終盤ではようやく彼女を「ヤンクミ」と呼んで彼女に心を開くようになった。しかし久美子がこれまでに担任してきた生徒たちとは違って彼女の素性を知った生徒は誰もいない。
高杉怜太〈17〉
演 - 玉森裕太
3年D組のリーダー格。1学年上の先輩である緒方大和とは幼馴染みであり、中学校の頃までは同じ学校で一緒に不良をやっていた。その緒方とは2年生の2学期に荒高から赤銅学院に転校してから偶然再会し、その際には彼らから大切なことを教えられたりしていた。
2年生の時の2学期に不良生徒が多くて有名な荒高から転校してきた札付きの不良（荒高でも2年生の不良生徒たちの中でトップを張って問題ばかり起こして問題児扱いされ、それをきっかけに同校を2年の時の1学期までで退学となり、そのため2学期に赤銅に転校した）。3-Dの生徒たちの中で喧嘩が一番強いが基本的にはクールな性格であるため教室での場面ではいつもただ自分1人だけ黙って席に座って一同を睨んでいるだけであり、それに浮かれている他の生徒たちや久美子に突っ込みを入れたりする。そんな性格である反面仲間思いの熱い人物であり、同じ3-Dの生徒たちから一目置かれている。
望月たちに絡んだチンピラを追い払うが、そのチンピラたちは暴走族「ブラックスカル」の一員であった。「今度こいつらが問題を起こしたら山口先生には辞めてもらう」という猿渡の発言を知り、久美子に借りを作りたくない一心でブラックスカルに単身で乗り込む。
当初は久美子の事さえも信用出来る大人だと言う事に一切気付いていなかったが、ブラックスカルとの一件が終わってからは他の生徒たちと共に久美子をようやく信用出来る大人だと言う事に気付いて信頼するようになり、黒瀬の出馬の際に彼女の危機を悟って教室を抜け出すなど熱い一面を見せた。終盤での缶蹴り大会の際に久美子のことを初めて「ヤンクミ」と呼ぶようになる。
今までの主要生徒のリーダー格と異なる場面があり、クラスメイト数人ほどからは名前ではなく苗字で呼ばれている。
望月純平〈18〉
演 - 賀来賢人
愛称「もっちー」。とても短気で喧嘩っ早く（久美子が教室に入ってきて激怒した際に逆ギレして彼女に野球ボールを投げ付けたほどである）、2年の時の2学期に高杉が赤銅に転校して来るまでは2年でトップを張っていた。
松下直也〈18〉
演 - 入江甚儀
愛称「マツ」。不良ぶっているが、実は気が弱く、争いごとは嫌い。自身より強気で喧嘩も強い高杉のことを同学年でありながら一目置いている。
五十嵐真〈17〉
演 - 森崎ウィン
明るくポジティブで何事にも前向き。人一倍、元気でやんちゃだが、喧嘩はまったく自信がない。
武藤一輝〈18〉
演 - 落合扶樹
熱しやすく冷めやすい単純な性格。一番のナンパ好きだが、いつも友達止まりで、それほどモテない。とても短気で喧嘩っ早く、教室に入ってきた久美子が激怒してから最初に逆ギレしたほどである。
生徒一覧
1. 五十嵐真 - 森崎ウィン
2. 大友大 - 安達大
3. 金田建太 - 絲木建太
4. 川上雅大 - 大川雅大
5. 黒江健介 - 大和田健介
6. 沢村徹 - 上鶴徹
7. 篠塚一志 - 川畑一志
8. 柴田りょう - 坂口りょう
9. 城之内純平 - 笹山純平
10. 高杉怜太 - 玉森裕太
11. 千葉永久 - 標永久
12. 土井隼也 - 白石隼也
13. 中畑佳輔 - 冨田佳輔
14. 広岡アンドリュー - 冨森アンドリュー
15. 藤田柊吾 - 永嶋柊吾
16. 別所信裕 - 西原信裕
17. 堀内佑貴 - 日和佑貴
18. 松下直也 - 入江甚儀
19. 武藤一輝 - 落合扶樹
20. 望月純平 - 賀来賢人
21. 森雄也 - 福田雄也
22. 吉村将平 - 山崎将平
23. 与那嶺大貴 - 渡辺大貴

- 望月、武藤、五十嵐、松下の4人は、高杉と共に行動しており、仲間意識が強いが、いざピンチとなったら怯えて何もできなくなってしまっていた。しかし、久美子の指導や彼女の人間性に動かされて少しずつ変わり始めていく[注 1]。また、卒業スペシャルの時のような生意気な性格は薄れている。
- 主要人物5人以外の生徒たちの名字は、歴代の巨人の選手の名字に由来している（下の名前は役者本人たちの名前で設定）。この設定は2009年4月30日放送の『スッキリ!!』で発表された。

### 赤銅学院高校卒業生・元3年D組
ドラマ第3シリーズにて久美子が担任していた生徒たち。久美子が昨年赤銅学院に赴任してから最初に担任した生徒たちであり、今赤銅で担任している生徒たちの1学年上の先輩たちである。
緒方大和〈18〉
演 - 髙木雄也
第3シリーズのリーダー格。高校時代は風間廉と共に同学年の不良生徒たちの中でトップを張っていた。現在は美術系の専門学校生。1年前に両親が離婚し、母親と2人暮らし。
大事な仲間である廉が覚せい剤に手を染めるわけがないと信じて元仲間たちを呼び寄せ廉を捜索した。
ドラマでは3-D生徒たちの中で久美子を唯一「山口」と呼んでいたが、今作では「ヤンクミ」と呼んでいる。
1学年下の後輩である3ｰDの高杉怜太とは幼馴染みであり、中学校の頃までは同じ学校で一緒に不良をやっていた。その高杉が2年生の2学期に荒高から赤銅に転校してきてからはそんな彼と偶然再会し、その際には久美子に代わって彼らに大切なことを教えたりと必死になっていた。
廉、本城、市村、倉木、神谷とは高校時代の同級生の元不良仲間であり、高校時代はいつも一緒に不良をやっていた（しかし廉とは最初対立しており、どちらがトップを張るか争っていた）。
風間廉〈19〉
演 - 三浦春馬
もう一人のリーダー格。幼い頃に両親を亡くし、姉と2人暮らし。高校時代は緒方大和と共に同学年の不良生徒たちの中でトップを張っていた。現在は社会人として倉木と共に運送会社で働いている（本来は倉木と共に白金運送に就職する予定だったが業績悪化の影響で内定を取り消され、それをきっかけに猿渡から功労されて現在の運送会社に就職することができた）。
仕事場の収入に不満を持ち夜間にアルバイトを始めると久美子や大和たちに宣言。久美子がブラックスカルとのケリをつけたその夜、彼の始めた仕事が覚せい剤の受け渡しで利用されていたことが判明。本人の意思はなかったものの、主犯格である寺田によって冤罪を着せられ逃亡。その際に免許証を落としたことが原因で警察に追われ行方を暗ます。
後日、久美子からの電話も断ち切って逃げ隠れをしていた。夜中に赤銅3-Dの教室に隠れ、竜と遭遇。「ヤンクミにだけは話してやれ、でないとアイツが心配する」という説得により駆けつけた久美子や緒方たちにすべての話を打ち明ける。
大和、本城、市村、倉木、神谷とは高校時代の同級生の元不良仲間であり、高校時代はいつも一緒に不良をやっていた（しかし大和とは最初対立しており、どちらがトップを張るか争っていた）。
本城健吾〈18〉
演 - 石黒英雄
現在実家の豆腐屋で修業を積んでいる。父からはまだ一人前とは認められておらず、いつも散々鍛えられている。
父は今回一度も登場してはいないが、商売気質で頑固一徹な性格は相変わらずである。
大和、廉、市村、倉木、神谷とは高校時代の同級生の元不良仲間であり、高校時代はいつも一緒に不良をやっていた（最初は神谷と共に大和の子分であり、そのため廉たちとは対立していた）。
市村力哉〈18〉
演 - 中間淳太
現在大学生。
大和、廉、本城、倉木、神谷とは高校時代の同級生の元不良仲間であり、いつも一緒に不良をやっていた（最初は倉木と共に廉の子分であり、そのため大和たちとは対立していた）。
倉木悟〈18〉
演 - 桐山照史
現在社会人。廉と同じ運送会社で働いている（本来は廉と共に白金運送に就職する予定だったが業績悪化の影響で内定を取り消され、それをきっかけに猿渡から功労されて現在の運送会社に就職することができた）。
大和、廉、本城、市村、神谷とは高校時代の同級生の元不良仲間であり、高校時代はいつも一緒に不良をやっていた（最初は市村と共に廉の子分であり、そのため大和たちとは対立していた）。
神谷俊輔〈19〉
演 - 三浦翔平
現在は服飾系の専門学校生。
大和、廉、本城、市村、倉木とは高校時代の同級生の元不良仲間であり、高校時代はいつも一緒に不良をやっていた（最初は本城と共に緒方たちの子分であり、そのため廉たちとは対立していた）。
- 芦田竜翼 - 伊藤竜翼
- 池田弘人 - 上船弘人
- 石橋篤海 - 菅野篤海
- 大隈邑弥 - 木戸邑弥
- 大平康介 - 鯨井康介
- 岡田慎平 - 小堀慎平
- 片山心 - 小栁心
- 桂良太郎 - 清水良太郎
- 斉藤恵佑 - 千葉恵佑
- 鈴木慎矢 - 寺田慎矢
- 田中麻聖 - 中山麻聖
- 寺内京介 - 浜尾京介
- 浜口公輝 - 前田公輝
- 細川丸男 - まるお
- 松方広 - 矢崎広
- 三木亮平 - 山田亮平
- 村山壽太 - 夕輝壽太
- 山本ユウジ - ユージ
- 吉田竜也 - 若葉竜也
- 若槻友也 - 蕨野友也

久美子との出会いで主要生徒たちと同じく人間的に成長し、彼女に協力して行方不明になった風間を捜索するべく再集結した（スペシャル版同様、原明大のみ登場していない）。

### 赤銅学院高校教職員
猿渡五郎〈52〉
演 - 生瀬勝久
赤銅学院校長（前教頭）。久美子の素性を以前から知る数少ない人物（久美子の素性を初めて知ったのはかつて一緒に勤めていた白金学院で彼女の素性がある出来事によって世間にバレて大騒ぎになった時である）であり、彼女の素性を周囲には内緒にしている（もし久美子の素性がバレたら自身も彼女と共にクビになってしまうため）。普段は嫌味で久美子とは犬猿の仲だが、彼女の理解者でもあり、時折思いやりのある一面を見せる。未だに久美子や竜から呼び間違えられている（久美子からは教頭で、竜からはさるわたり）。
卒業生の廉が覚せい剤密売のトラブルに巻き込まれたことを知ってから、久美子に「風間はもうあなたの教え子じゃない」と事件に関わらないよう念を押すが、聞き入れられなかった。
廉と倉木が現在の職場で働いているのは卒業SPでの自身の功労によるおかげである。
過去に勤務していた白金学院高校では最終的に教頭から校長に昇進するも、白金が廃校となってから赴任した黒銀学院高校では教頭に就任し、それから昨年赤銅学院高校に赴任してからもずっと教頭のままだった。しかし今年からついに赤銅の校長に昇進し、白金時代以来の校長の座を獲得した。
久美子の素性は以前から知っており、彼女の素性を知っていながら今年から赤銅の校長になったにもかかわらず彼女をクビにしないのは彼女ならどんな不良生徒たちでも上手く牛耳れると言う事もよく知っているからである。しかし久美子が担任する3-Dの生徒たちがブラックスカルと言う暴走族とトラブルを起こし、もし3-Dの生徒たちが今度そんな連中とトラブルを起こしたら久美子をクビにしようと考えていた。
馬場正義〈39〉
演 - 東幹久
赤銅学院体育教師。久美子とは過去に勤めていた黒銀学院で最初に出会い、そして昨年赤銅学院に赴任してから彼女と偶然再会した。相変わらず久美子に片思い中だが、空回りされている。
黒銀学院に勤めていた時に久美子の素性を初めて知ったが、昨年赤銅学院に赴任した時には彼女の素性をすっかり忘れてしまい、しかも最後まで彼女の素性を思い出すことも一切無かった（もし久美子の素性を忘れずずっと覚えていれば彼女の素性を周囲には内緒にせざるを得なかった）。ドラマ同様3-Dを敵視している描写はない。
鷹野葵〈25〉
演 - 平山あや
赤銅学院英語教師。序盤では久美子と鮎川と共に海外旅行へ行った帰りの飛行機内でハイジャック事件に巻き込まれてしまう。
昨年春に教師となって赤銅学院に赴任し、まず最初は3年A組の副担任だったが、途中からは当時2年生だった現在3年D組の生徒たちを担任していた。
鮎川さくら〈31〉
演 - 星野亜希
赤銅学院養護経論。容姿端麗でスタイルも良く、生徒たちにとって憧れの的。序盤では久美子と鷹野と共に海外旅行へ行った帰りの飛行機内でハイジャック事件に巻き込まれ、それがトラウマとなって保健室でしばらく寝込んでいた。
牛島豊作〈40〉
演 - 佐藤二朗
赤銅学院古典教師。猿渡の側近ではあるが学年主任なのか不明である（昨年は3年生の学年主任だった）。
鳩山康彦〈56〉
演 - 魁三太郎
赤銅学院世界史教師。
鶴岡圭介〈34〉
演 - 石井康太
赤銅学院物理教師。
赤城遼子
演 - 江波杏子
赤銅学院高校理事長。冷徹な性格で「処罰するのも切り捨てるのも教育」と強調する人物だが、終盤で久美子たちを笑顔で見守った。なお出番は終盤のみとなった。
赤銅学院の創立者は自身の父であり、父の死後は父が創立して長年経営していた赤銅学院の経営を引き継いで理事長となり、同校の名誉を長年ずっと守り続けてきた。

### 任侠集団・大江戸一家
黒田龍一郎〈77〉
演 - 宇津井健（特別出演）
大江戸一家の3代目組長で、久美子の祖父。孫である久美子に4代目継承を望まず自分の信じた道へ進ませようと暖かい目で見守る。クライマックスでは、最後の戦いに向かう久美子を一度は引き止めるも、彼女の生徒への熱意に納得し、テレビ中継を介して彼女を見守る。
若松弘三〈49〉
演 - 阿南健治
大江戸一家の若頭代理。
朝倉てつ〈33〉
演 - 金子賢
大江戸一家の若頭代理補佐で舎弟の一人。久美子より年上だが彼女の舎弟であるため彼女を一目置いて慕っており、そのため彼女に片思いしている。
達川ミノル〈29〉
演 - 内山信二
大江戸一家の舎弟の一人。いつも余計な言動ばかりして久美子やてつに突っ込みを入れられている。
菅原誠〈39〉
演 - 両國宏
大江戸一家の舎弟の一人。とても強面だが、てつやミノルとは違って実直で真面目。優しい一面を持ち、龍一郎を師と仰いでやまないが、影は非常に薄い。

### 黒銀学院高校卒業生・元3年D組
ドラマ第2シリーズにて久美子が担任していた生徒たち。久美子がドラマ第1シリーズにて勤務していた白金学院の廃校後に赴任した黒銀学院で担任した生徒たちである。その中で小田切竜のみ唯一教師を目指して久美子が勤務する赤銅学院に教育実習生として赴任し、そこで再び彼女の世話になった。
土屋光〈22〉
演 - 速水もこみち
現在はテレビ局のカメラマン助手として働いている。
ドラマシリーズで携帯していた扇子は本作でも変わらず。彼が持っていたカメラを利用し、元赤銅3-Dの生徒が黒瀬の本性を世に知らしめた。その後は中継車のモニターを介して久美子を見守る。
高校3年生の時に久美子と出会ってからジョイフル産業の面接を受けているが、かつてその会社に就職して働いていたのかは不明である。ドラマ版中盤までの喧嘩っ早い性格は鳴りを潜め、落ち着いた性格になっている。
矢吹隼人（映画には未登場）、小田切竜、武田啓太、日向浩介とは高校時代の同級生の元不良仲間であり、高校時代はいつも彼らと不良をやっていた。
武田啓太〈22〉
演 - 小池徹平
現在は商社の会社員として働いている。
日向と2人で久美子と再会する。黒瀬の決起集会当日、偶然街頭テレビで黒瀬に立ち向かう彼女を目にし、始終を見守る。
矢吹隼人（映画には未登場）、小田切竜、土屋光、日向浩介とは高校時代の同級生の元不良仲間であり、特に小田切竜とは小学校時代からの親友なため高校時代まで一緒に不良をやっていた。
日向浩介〈22〉
演 - 小出恵介
現在は自動車整備工場で働いている。
武田、久美子と、かつての自分と同じ元不良の黒瀬の演説に耳を傾ける。決起集会当日は、職場のテレビで彼女を見守る。
矢吹隼人（映画には未登場）、小田切竜、土屋光、武田啓太とは高校時代の同級生の元不良仲間であり、高校時代はいつも彼らと不良をやっていた。
- 小島祐基 - 佐藤智仁（現・佐藤祐基）
- 大森百輔 - 水谷百輔
- 佐々木タケシ - 佐藤タケシ
- 大熊将士 - 柴田将士
- 小橋直哉 - 尾嶋直哉
- 川田優一 - 中村優一
- 坂口佑介 - 佐藤佑介
- 前田慶哲 - 慶
- 浜口匠 - 杉浦匠
- 高田源水 - 奥林源水

クライマックスで、竜を除くメンバーが各々テレビ中継で黒瀬に立ち向かう久美子を見守っていた。なお、矢吹隼人は本作には登場しなかった。

### 白金学院高校卒業生・元3年D組
ドラマ第1シリーズにて久美子が担任していた生徒たち。久美子が教師になってから最初に担任した生徒たちである。その中で熊井輝夫のみ唯一ドラマ全作に登場し、映画本編にも登場した。
内山春彦〈24〉
演 - 小栗旬
第1シリーズ卒業SPで就職した菱山工務店で現在もずっと働き続けている。今では現場の責任者を任されるまでに出世している。
沢田慎（映画には未登場）、南陽一、野田猛、熊井輝夫とは高校時代の同級生の元不良仲間であり、高校時代はいつも彼らと不良をやっていた。
南陽一〈24〉
演 - 石垣佑磨
現在は父親が再び興した事業をサポートし、片腕として働いている。
沢田慎（映画には未登場）、内山春彦、野田猛、熊井輝夫とは高校時代の同級生の元不良仲間であり、高校時代はいつも彼らと不良をやっていた。
野田猛〈24〉
演 - 成宮寛貴
現在はスタイリストの見習いとして働いている。高校時代も所持していたアヒル携帯ストラップをバッグにつけている。
沢田慎（映画には未登場）、内山春彦、南陽一、熊井輝夫とは高校時代の同級生の元不良仲間であり、高校時代はいつも彼らと不良をやっていた。
熊井輝夫〈24〉
演 - 脇知弘
第1シリーズで他界した父の跡を継いでラーメン屋の店主として働いている。大江戸一家や黒銀・赤銅の久美子の教え子とも親交があり、後輩たちに礼儀を指導したこともある。久美子の教え子の中で唯一全シリーズに出演。
沢田慎（映画には未登場）、内山春彦、南陽一、野田猛とは高校時代の同級生の元不良仲間であり、高校時代はいつも彼らと不良をやっていた。特に慎とは小学生のときからの幼馴染である。
- 島津栄基 - 北村栄基
- 大内政行 - 泉政行
- 間仁 - 佐々木仁
- 服部正文 - 畠中正文
- 北条祐也 - 西川祐也
- 堀部亮治 - 森本亮治
- 前田真吾 - 八代真吾
- 蒲生蓮 - 松沢蓮
- 柳生有統 - 西谷有統

黒銀の元3-Dメンバー同様、テレビ中継で黒瀬に立ち向かうを久美子を見守っていた。なお、沢田慎は本作には登場しなかった。

### 謎めいた男たち
鮫島剛
演 - 竹内力
序盤に登場したハイジャック犯のボス。強面の外人2人を連れて成田国際空港で、現金と逃走用飛行機を要求し、久美子たちの海外旅行帰りでのジャックを企んだが、久美子に敵わず自首した。
「ブラックスカル」のボス（本名言及されず）
演 - 大口兼悟
暴走族「ブラックスカル」のヘッド。かつあげを邪魔された手下たちの仕返しとして高杉に因縁をつける。単独で乗り込んだ高杉をお礼参りとしてグループ仲間たちと共に袋叩きにするが、久美子、竜の登場で形勢不利となり撤退。その後は登場しなくなる。
寺田雅也
演 - 袴田吉彦
風間が始めたアルバイトで覚醒剤密売を目論んだ一人。
ただの荷物運びだと思っていた廉に犯罪の片棒を担がせ撤退。黒瀬の出馬決起集会の際、潜入していた風間たちに銃を向けるが、久美子と竜の鉄拳に倒れる。さらに、土屋のカメラで拳銃を所持していることを晒される。
黒瀬健太郎
演 - 沢村一樹
衆議院議員選挙に立候補したIT企業「ドリームアソシエイツ」の社長。久美子が第1シリーズで思いを寄せていた刑事の篠原智也にそっくり。
学生時代は相当な不良であったが、更生し「IT業界の風雲児」として現在の地位まで上り詰めた。裏が読めない笑顔で謎に包まれた人物。
その裏の姿は覚せい剤密売の黒幕であり、篠原とは全くの別人格の腹黒い人物である。衆議院に立候補したのはより金を儲けるためであった。出馬決起集会の際、久美子に乗り込まれ、土屋が持っていたカメラを頼りに大和たち元赤銅3-Dの生徒たちによって覚せい剤を密売していたことや拳銃を隠し持っていたことを公に晒され、決起集会に訪れていた支持者やマスコミから逃げられ衆議院への立候補は失敗に終わる。その後は本性を表し、武術に長けた手下たちに命令して久美子を追い詰めさせたが、敗退し逃走。最後は拳銃を突きつけたが、久美子の熱意のこもった説得に感化され観念。竜たちに「こんな先公とめぐり合えて幸せだな」と捨て台詞を残し警察に連行された。
結局、彼自身が築き上げた大企業は覚せい剤で儲けた金によって成り立っていただけの虚業であり、呆気ない幕切れとなった。

### その他の人物
熊井亜美
演 - 石原あつ美
ドラマ第1シリーズで熊井輝夫が助けた女子高生。第3シリーズの時点で結婚、現在は熊井ラーメンを切り盛りしており、一児の母である。
羽鳥慎一
架空の番組『ズームイン!!アフター』（元ネタは本人司会の情報番組である『ズームイン!!SUPER』）の司会。撮影は実際のマイスタジオで行われた。
黒瀬の決起集会を報道、中継した。
阿部祐二（『スッキリ!!』リポーター）
序盤で、成田国際空港において起きたハイジャック事件を中継していた。
相磯舞
ドリームアソシエイツ社のビル前で出馬決起集会の中継をしている。
その他、NNN系列局のアナウンサー数人もドリームアソシエイツ前での中継に出演している。

## スタッフ
- 原作 - 森本梢子
- 監督 - 佐藤東弥
- 脚本 - 江頭美智留、松田裕子
- 製作指揮 - 舛方勝宏
- 製作 - 堀越徹、鳥嶋和彦、島谷能成、尾木徹、藤島ジュリーK.、大月昇、平井文宏、西垣慎一郎
- エグゼクティブプロデューサー - 奥田誠治、井上健
- Co.エグゼクティブプロデューサー - 櫨山裕子、菅沼直樹、神蔵克
- プロデュース - 加藤正俊
- プロデューサー - 萩野哲弘、東山将之、畠山直人、北島和久、坂下哲也
- 音楽 - 大島ミチル
- 音楽プロデューサー - 伊藤圭一
- 主題歌 - Aqua Timez「プルメリア 〜花唄〜」[8] (Epic Records)
- 配給 - 東宝
- 制作プロダクション - 日テレアックスオン
- 企画・製作幹事 - 日本テレビ放送網
- 製作 - 「ごくせん THE MOVIE」製作委員会（日本テレビ放送網、集英社、東宝、プロダクション尾木、ジェイ・ストーム、読売新聞社、読売テレビ放送、札幌テレビ放送、宮城テレビ放送、静岡第一テレビ、中京テレビ放送、広島テレビ放送、福岡放送、日本テレビ系全国28社）

## 備考
- 小田切竜は、赤銅学院の教育実習生として今作に参加。新旧生徒たちに巻き起こる事件をヤンクミと二人三脚で解決に乗り出し、全編通して重要な役どころを担う。
- 沢村一樹は、第1シリーズでは篠原智也を演じており、設定も“篠原にそっくり”という設定になっている。
- 集大成ということもあり、過去に3-Dの生徒役を演じたキャストが多く出演したなか、松本潤、赤西仁、松山ケンイチ、上地雄輔、水嶋ヒロ、高良健吾、川村陽介ら一部の生徒役のキャストは出演していない。また第3シリーズで夏目誠一役で出演した小泉孝太郎も出演しなかった。
- 2009年7月11日に映画化記念の特別番組として、過去のごくせんシリーズを振り返る『ごくせん映画化記念 7年間の歴史すべて見せますSP!!』を放送。このSPでは松本潤と赤西仁を含む第1、第2シリーズの主要生徒を演じた8人がビデオ出演し、それぞれコメントを寄せている。